# 2003年のオリックス・ブルーウェーブ
2003年のオリックス・ブルーウェーブでは、2003年のオリックス・ブルーウェーブの動向についてまとめる。
この年のオリックス・ブルーウェーブは、石毛宏典監督の2年目のシーズンである。キャッチフレーズは「FEEL THE BALLPARK REVOLUTION 〜熱くなろう神戸〜」。

## 概要
前年39年ぶりの最下位になった要因である打撃陣のテコ入れとして、ロッテオリオンズなど3球団で活躍したレオン・リーを打撃コーチに招聘。また、かつての守護神平井正史をトレードで中日ドラゴンズへ放出し山﨑武司を獲得。新外国人もホセ・オーティズやルーズベルト・ブラウンが加入し、大リーグから吉井理人が6年ぶりに日本球界に復帰するなどの戦力強化を行なったことから、チームは4年ぶりのAクラス入りも期待された。しかし開幕から投打が噛み合わず最下位を独走。わずか開幕1か月（20試合目）で石毛が解任されレオン打撃コーチが監督に就任する事態となった。石毛解任時一軍ヘッド兼バッテリーコーチの中尾孝義も一緒に辞めようしたら、レオンが中尾の残留を望み、それで残ったが6月8日に解任された。球団OBの加藤英司がシーズン途中から二軍監督に就任する（前任の中沢伸二が一軍ヘッドコーチに昇格）などドタバタ劇が続いた。
チームの打撃陣は174本塁打でリーグ3位と好調で、課題であった貧打はある程度解消されたが、チーム得点は652でリーグ最下位のロッテより1点多いだけだった。守備軽視の影響から132失策とエラーが急増し、チーム防御率5.95と投手陣も崩壊した。エースとして期待されたユウキや抑えとして考えられてた大久保勝信、山口和男ら主力投手陣が故障で一度も投げられなかったのが大きな誤算で、さらに左のエース格である金田政彦や具臺晟の度重なる離脱や、復活を目指す川越英隆の怪我も手痛かった。また打線強化の為に外国人野手3人制を採ったため、エド・ヤーナルを解雇した事も影響した。また新戦力の山崎はまずまずの成績を残したが、吉井は投げるたびにKOされるなど明暗が分かれる形となった。
監督交代もチームのカンフル剤にはならず、開幕以降最下位を抜け出せなかった。最終的に48勝88敗4分で2年連続の最下位となり、レオン監督は1年で解任された。前述のチーム防御率5.95に加えて、失点927、被安打1534、被打率.306はNPB史上ワースト記録である。対戦成績でも2年連続全球団に負け越す結果となり、大阪近鉄バファローズと日本ハムファイターズには13勝15敗と健闘したが西武ライオンズとロッテには6勝21敗1分と大きく負け越した。また優勝した福岡ダイエーホークスとは11勝17敗ながら、8月1日の対戦（ヤフーBB）でパ・リーグ記録となる29失点（1得点）を喫するなど、20失点以上を喫した試合がその試合を含め4試合もあり、年間28試合で計242失点とカモにされる形となった。

## チーム成績

### レギュラーシーズン
|   | 開幕：3/28 | 開幕：3/28 | 5/2 | 5/2        | 6/1 | 6/1        | 7/4 | 7/4        | 8/1 | 8/1        | 9/1 | 9/1        |
| - | ---------- | ---------- | --- | ---------- | --- | ---------- | --- | ---------- | --- | ---------- | --- | ---------- |
| 1 | 中         | 谷佳知     | 遊  | 進藤達哉   | 三  | 大島公一   | 三  | 大島公一   | 三  | 大島公一   | 一  | 塩谷和彦   |
| 2 | 二         | 平野恵一   | 二  | オーティズ | 遊  | 後藤光尊   | 遊  | 平野恵一   | 遊  | 平野恵一   | 三  | 大島公一   |
| 3 | 左         | ブラウン   | 中  | 谷佳知     | 中  | 谷佳知     | 中  | 谷佳知     | 中  | 谷佳知     | 中  | 谷佳知     |
| 4 | 三         | シェルドン | 左  | ブラウン   | 左  | ブラウン   | 左  | ブラウン   | 左  | ブラウン   | 左  | ブラウン   |
| 5 | 一         | オーティズ | 三  | シェルドン | 一  | 塩谷和彦   | 指  | 山﨑武司   | 指  | 山﨑武司   | 二  | オーティズ |
| 6 | 右         | 塩谷和彦   | 右  | 葛城育郎   | 二  | オーティズ | 一  | 塩谷和彦   | 二  | オーティズ | 指  | 山﨑武司   |
| 7 | 指         | 山﨑武司   | 指  | 山﨑武司   | 指  | 山﨑武司   | 右  | 竜太郎     | 一  | 進藤達哉   | 右  | 葛城育郎   |
| 8 | 遊         | 進藤達哉   | 一  | 塩谷和彦   | 右  | 竜太郎     | 二  | オーティズ | 捕  | 前田大輔   | 捕  | 日高剛     |
| 9 | 捕         | 三輪隆     | 捕  | 日高剛     | 捕  | 日高剛     | 捕  | 三輪隆     | 右  | 葛城育郎   | 遊  | 平野恵一   |
|   | 投         | 吉井理人   | 投  | 徳元敏     | 投  | 土井雅弘   | 投  | マック鈴木 | 投  | マック鈴木 | 投  | 具臺晟     |

| 順位      | 4月終了時            | 4月終了時            | 5月終了時           | 5月終了時           | 6月終了時        | 6月終了時        | 7月終了時           | 7月終了時           | 8月終了時           | 8月終了時           | 最終成績          | 最終成績          |
| --------- | -------------------- | -------------------- | ------------------- | ------------------- | ---------------- | ---------------- | ------------------- | ------------------- | ------------------- | ------------------- | ----------------- | ----------------- |
| 1位       | ダイエー             | --                   | ダイエー            | --                  | ダイエー         | --               | ダイエー            | --                  | ダイエー            | --                  | ダイエー          | --                |
| 2位       | 近鉄                 | 2.0                  | 近鉄                | 1.0                 | 近鉄             | --               | 近鉄                | 5.0                 | 西武                | 5.0                 | 西武              | 5.5               |
| 3位       | 西武                 | 2.5                  | 西武                | 5.0                 | 西武             | 1.5              | 西武                | 5.5                 | 近鉄                | 6.5                 | 近鉄              | 8.5               |
| 4位       | 日本ハム             | 3.0                  | 日本ハム            | 8.0                 | 日本ハム         | 9.5              | 日本ハム            | 10.5                | 日本ハム            | 14.0                | ロッテ            | 14.0              |
| 5位       | ロッテ               | 3.0                  | ロッテ              | 8.5                 | ロッテ           | 9.5              | ロッテ              | 15.0                | ロッテ              | 20.5                | 日本ハム          | 19.5              |
| 6位       | オリックス           | 4.5                  | オリックス          | 13.5                | オリックス       | 18.5             | オリックス          | 21.0                | オリックス          | 32.0                | オリックス        | 33.5              |
| 期間 成績 | 10勝14敗1分 勝率.417 | 10勝14敗1分 勝率.417 | 5勝16敗1分 勝率.238 | 5勝16敗1分 勝率.238 | 6勝15敗 勝率.286 | 6勝15敗 勝率.286 | 10勝9敗1分 勝率.526 | 10勝9敗1分 勝率.526 | 4勝19敗1分 勝率.174 | 4勝19敗1分 勝率.174 | 13勝15敗 勝率.464 | 13勝15敗 勝率.464 |

| 順位 | 球団                       | 勝 | 敗 | 分 | 勝率 | 差   |
| 1位  | 福岡ダイエーホークス       | 82 | 55 | 3  | .599 | 優勝 |
| 2位  | 西武ライオンズ             | 77 | 61 | 2  | .558 | 5.5  |
| 3位  | 大阪近鉄バファローズ       | 74 | 64 | 2  | .536 | 8.5  |
| 4位  | 千葉ロッテマリーンズ       | 68 | 69 | 3  | .496 | 14.0 |
| 5位  | 日本ハムファイターズ       | 62 | 74 | 4  | .456 | 19.5 |
| 6位  | オリックス・ブルーウェーブ | 48 | 88 | 4  | .353 | 33.5 |

## オールスターゲーム2003
- 選出選手

| ポジション | 名前     | 選出回数 |
| ---------- | -------- | -------- |
| 捕手       | 三輪隆   | 初       |
| 内野手     | 塩谷和彦 | 初       |
| 外野手     | 谷佳知   | 3        |

- 太字はファン投票による選出。

## できごと
- 4月23日: 石毛宏典監督解任。翌日からレオン・リーが監督となる。
- 6月8日: 中尾孝義ヘッド兼バッテリーコーチが解任[1]。
- 7月29日: 対日本ハム戦（ヤフーB.B.（GS神戸））で9点差からの逆転負け（2リーグ後8回目の記録）[5]。
- 9月30日: 元阪神監督の中村勝広がGMに就任。
- 10月14日: 前西武監督·伊原春樹が新監督就任。

## 表彰選手
| リーグ・リーダー | リーグ・リーダー | リーグ・リーダー | リーグ・リーダー |
| 選手名           | タイトル         | 成績             | 回数             |
| ---------------- | ---------------- | ---------------- | ---------------- |
| 谷佳知           | 最多安打         | 189本            | 初受賞           |

| ベストナイン       | ベストナイン | ベストナイン |
| 選手名             | ポジション   | 回数         |
| ------------------ | ------------ | ------------ |
| 谷佳知             | 外野手       | 3年連続4度目 |
| ゴールデングラブ賞 |              |              |
| 選手名             | ポジション   | 回数         |
| 谷佳知             | 外野手       | 3年連続3度目 |

## ドラフト
| 順位       | 選手名         | ポジション     | 所属             | 結果           |
| ---------- | -------------- | -------------- | ---------------- | -------------- |
| 自由獲得枠 | 歌藤達夫       | 投手           | ヤマハ           | 入団           |
| 1巡目      | （選択権なし） | （選択権なし） | （選択権なし）   | （選択権なし） |
| 2巡目      | 柴田誠也       | 投手           | 北海道尚志学園高 | 入団           |
| 3巡目      | （選択権なし） | （選択権なし） | （選択権なし）   | （選択権なし） |
| 4巡目      | 嶋村一輝       | 内野手         | 九州国際大学     | 入団           |
| 5巡目      | 野村宏之       | 投手           | 近畿大学         | 入団           |
| 6巡目      | 松村豊司       | 投手           | 立命館大学       | 入団           |
| 7巡目      | 小島昌也       | 外野手         | 自由ケ丘高       | 入団           |
| 8巡目      | 由田慎太郎     | 外野手         | 早稲田大学       | 入団           |